# Langouste grillée à la marquisienne
La langouste grillée à la marquisienne (uà nunu pataka haaènana, en marquisien) est un plat traditionnel des Marquises, territoire français d'Océanie. C'est l'un des plats les plus réputés de l'archipel.

## Ingrédients
Ce plat est composé de langoustes, cuites sur le gril, nappées de sauce miti haari (sauce à base de pulpe de coco, d'oignons, d'oignons verts, de persil et de citron).

## Service
Les langoustes grillées à la marquisienne sont servies très chaudes. Elles sont traditionnellement accompagnées de légumes ou de riz blanc.